# Gare de Stryï
La gare centrale de Stryï (en ukrainien : Стрий (станція)) est une gare ferroviaire située dans la ville de Stryï de l'oblast de Lviv, en Ukraine. C'est un très important nœud ferroviaire.

## Situation ferroviaire
La gare est exploitée par réseau ferré de Lviv, partie de Ukrzaliznytsia.

## Histoire
Elle fait partie de la ligne Lviv-Stryï-Tchop créée en 1864 par l'empire d'Autriche. En 1870 une voie vers Dnistr est pensé, en 1873 les premiers trains vont vers Sambir. La même année une ligne est ouverte vers Lviv et en 1874 un dépôt de maintenance est ouvert.

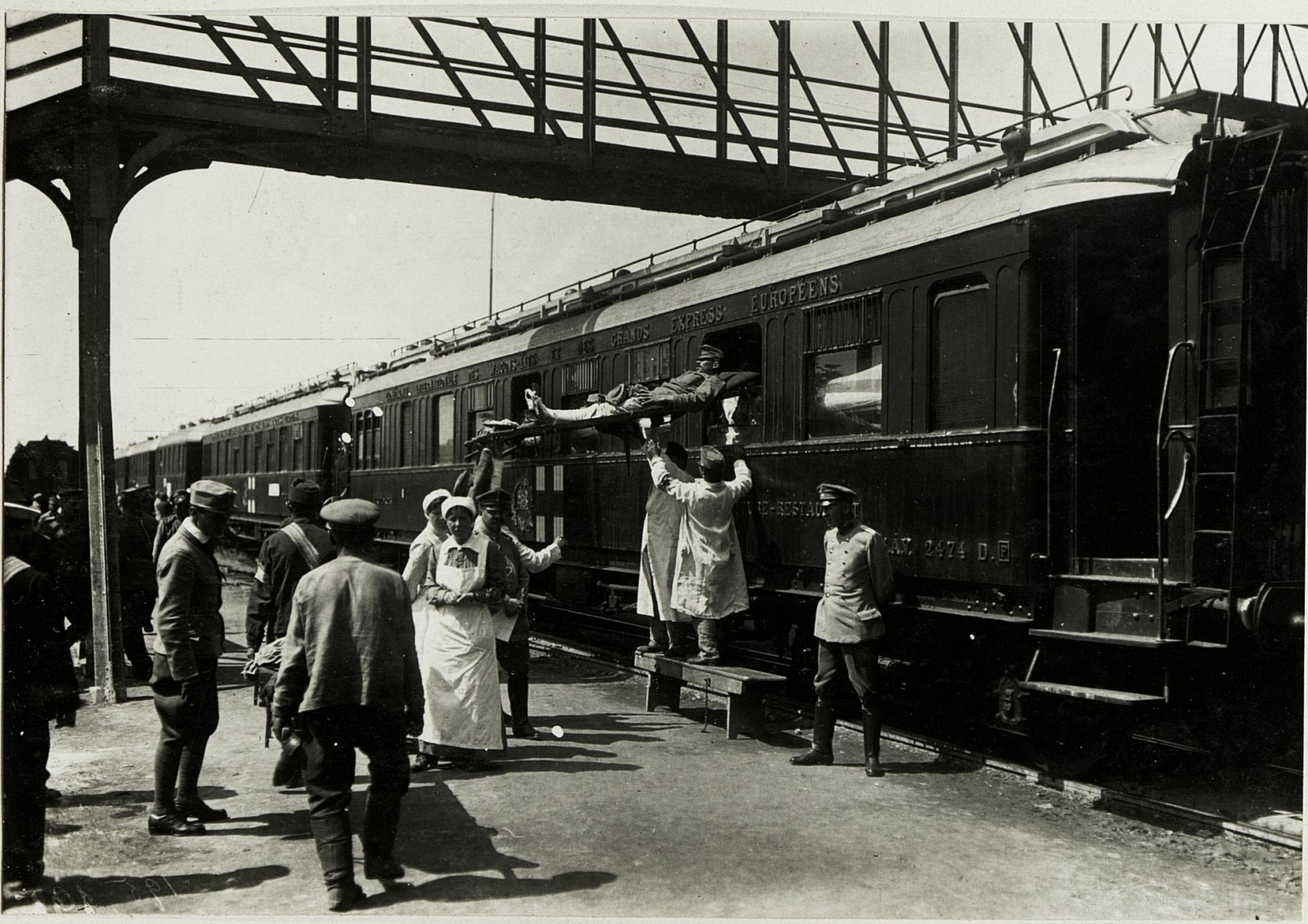
En 1915, transport de blessés autrichiens.

## Service des voyageurs

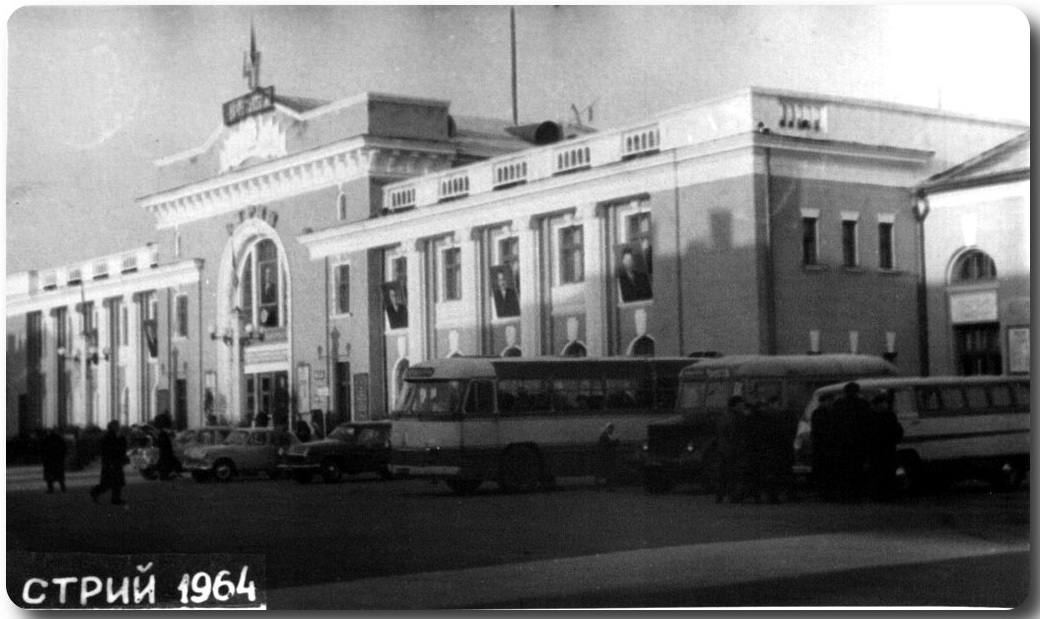
En 1964.

La première gare était en bois mais fut emportée par l'incendie de 1886 et fut remplacé par des bâtiments en pierre. Détruite par la Grande Guerre, elle fut reconstruite en brique mais emporté par la seconde guerre mondiale. En 1953 est élevé un bâtiment à deux étages.